# Джордж Кармак
Джордж Вашингтон Кармак (24 вересня 1860 , Контра-Коста, Каліфорнія  — 5 червня 1922 , Ванкувер, Британська Колумбія ) — американський старатель. Вважається одним з першовідкривачів золота у районі річки Клондайк у 1896 році. 1999 року разом зі Джимом Скукумом, Чарлі Доусоном та Робертом Хендерсоном занесений до Канадскої зали слави гірничої справи.

## Біографія

### Ранні роки життя
Джордж Кармак рано став сиротою — його мати померла, коли йому було 3 роки, а через вісім років помер і тато. До повноліття Джордж виховувався сестрою Роузі, яка була лише на п'ять років старша за нього і працював на ранчо пастухом. Вісім років на пасовищах за $15 в місяць, які він віддавав чоловікові своєї сестри, назавжди відбили Джорджу будь-яке бажання стати фермером. Як тільки йому виповнився 21 рік, він відразу покинув фермерство й записався до корпусу морської піхоти США. У документах зберіглася його рекрутська анкета, у якій записано, що Джордж мав зріст п'ять футів і дев'ять дюймів (175 см), важив 160 фунтів (72,5 кг), мав голубі очі й каштанове волосся, був худорлявої статури.
З лютого по вересень корабель USS Wachusetts, де проходив службу Кармак, стояв у порту Сітка (Аляска), і Джордж мав змогу побродити між місцевими старателями та індіанцями. Маючи здібності до мов, він швидко вивчив на побутовому рівні жаргон чінук, яким розмовляли місцеві індіанці. Там же він познайомився з багатьма старателями, і лише зобов'язання перед військовим відомством не дали йому змоги вирушити на пошуки багатства.
Осінню 1882 року корабель повернувся до Сан-Франциско. Дізнавшись, що його сестра хвора, Джордж попросив відпустку, але отримав відмову. Тоді Джордж дезертирував з флоту (разом з 15 іншими моряками) і поїхав до сестри. Наступні три роки він знову працював пастухом, відкладаючи гроші на подорож до Аляски.
Восени 1885 року, маючи $500 в кишені, Джордж попрощався із сестрою Розі та її чоловіком Джеймсоном і у квітні вже опинився в Джуно (Аляска), де на той час старателі розробляли золоті жили.

### Прибуття на Аляску
У Джуно золотодобування вже йшло на спад і для Джорджа там не було вільного місця. Він пробував пристати до групи братів Дей, що вже мали досвід блукання по Юкону, але натомість брати́ порадили Джорджу зібрати свою групу й слідувати разом з ними через Чілкутський перевал до озера Ліндман. Джордж взяв до компанії кількох новоприбулих шукачів, що внесли по $200 до спільної каси, зробив запаси старательського реманенту і продуктів, і група старателів з малим досвідом, але великими сподіваннями добралася до Даї. Там вісім місцевих індіанців-носіїв доправили багаж через Чилкутський перевал до озера Ліндман. Знання мови індіанців допомогли Джорджу скинути ціну з $15  до $8  за сотню фунтів вантажу (приблизно 45 кг). На всьому шляху до озера брати Дей постійно допомагали порадами недосвідченим старателям, показували, як правильно пакувати і нести вантажі, розкладати намети, будувати човен. Надалі їх шляхи розійшлися.
На початку серпня 1885 року, проблукавши разом з компаньйонами місяць уздовж Юкону, Джордж повернувся до Джуно. Весь його золотий здобуток становив лише дві унції (57 г). Проте це не розчарувало Джорджа, і в листі до сестри він писав: «На Юконі є велике золоте поле і я хочу мати там свою долю…».
Грошей для проживання в готелі бракувало і Кармак перебрався жити до тенту. Їжу добував полюванням та рибальством. В одному з листів до сестри Джордж написав короткого вірша жаргоном Чінук і добавив його переклад англійською. Коли в кишенях залишилося тільки $75, Джордж переселився до Даї, де легше було піймати рибу і вполювати здобич. Готівку він використовував лише, щоб купити чай і тютюн у факторії Хілі. Житлом Джорджу слугував намет, оскільки в Даї на той час був лише один дерев'яний будинок-факторія.

### Життя серед індіанців
У Даї він заприятелював з двома індіанцями-тагішами — Джимом Скукум і його племінником Чарлі Тагіш, з якими підрядився переносити вантажі через Чилкутський перевал. Він був єдиною білою людиною серед носильників. Після закінчення сезону 1886 року компаньйони-тагіші запросили Джорджа перезимувати в їх індіанському поселенні. Він відразу погодився. Протягом зими Джордж жив в одному великому приміщенні з багатьма родичами Джима. Там не було жодної приватності — всі спали на підлозі, роздягалися і перевдягалися не приховуючись від інших, а посудина у кутку слугувала нічним або зимовим туалетом для всіх.
Він швидко вивчив мову тагішів, яка значно різнилася від жаргону Чінук. Нові друзі цінували вміння Джоджа полювати з рушницею. Невдовзі він повністю змінив одяг білої людини на шкіряні мокасини, штани зі шкіри лося, парку. Джордж занурився у повсякденне життя індіанців і навіть брав участь у їх ритуальних танцях. Невдовзі він почав жити у фактичному шлюбі з індіанкою — сестрою Джіма Скукума. Цей неформальний шлюб тривав недовго, оскільки його співмешканка-індіанка померла під час епідемії грипу.
Весною 1887 року Джордж знову повернувся до Даї, щоб заробити грошей на наступний похід за золотом. Там він відразу пристав до експедиції канадського геодезиста Вільяма Огілві — як носильник і перекладач. У цій експедиції було понад 120 пакувальників — всі з племені чілкут і лише в групі Кармака був один білий чоловік і три тагіші. Саме Кармак і врятував експедицію Огілві від невдачі, коли всі чілкути відмовилися йти від перевалу вглиб території Юкону, побоюючись конфліктів з місцевими тагішами. Джордж зміг найняти ще кількох тагішів і експедиція, хоч і повільніше, але продовжила свій шлях. Зароблені гроші дозволили Джорджу і його двом індіанцям-компаньйонам планувати свій похід за золотом на наступний рік. Цю зиму Джордж вирішив провести у Даї й тагіші допомогли побудувати йому зруб. Це був другий будинок у Даї, після факторії капітана Хелі.
До нього зимувати прийшла молодша сестра Джима — Шаау Тлаа (англ.Shaaw Tláa). Раніше вона була одружена зі своїм племінником (сином брата її матері) і мала з ним малолітню дочку, але вони обоє померли в цій же епідемії, що забрала життя першої дружини Джорджа. Родичі Шаау Тхлаа попросили її жити з Джорджем, що було в індіанців за норму — брати в чоловіки чи дружини овдовілих родичів. Джордж дав своїй цивільній дружині ім'я Кейт.
Кейт була дочкою вождя племені тагішів.
Неформальне одруження Джорджа на Кейт сприяло його добрим стосункам з індіанцями. Кейт всюди супроводжувала чоловіка в його мандруваннях по Юкону. Її навички виживання в суворих умовах Аляски стали у великій пригоді для Джорджа. Крім того, Кейт шила одяг, який добре розкуповувався старателями.
Весною 1888 року Кармак знову зустрів своїх друзів-індіанців, які прийшли до Даї обміняти хутра звірів на товари білих людей. І вони всі знову вирушили шукати золота на річках-притоках Юкону. У багатьох місцях вони знаходили колір (так старателі називали намитий золотий пил), але золоті самородки їм не траплялися. За все літо їм вдалося намити золота лише на $160.
Зиму 1888-89 року Джордж знову провів у селищі індіанців. На той час він уже досконало володів мовою тагішів. Приблизно на початку весни 1889 року він з великим запізненням (майже на три роки) дізнався про золото в районі річки Форті-Майл і відразу запалився спробувати свого щастя й там. Але селище Форті-Майл було надто далеко від поселення тагішів. Його компаньйони не змогли б повернутися до осені назад до свого племені, коли всі роблять запаси на зиму. Тому порішили, що індіанці будуть шукати золото десь поблизу, а Джордж відпливе на північ сам. Кейт відразу наполягла, що вирушить за білим чоловіком.
І знову невдача — на вибраній ділянці золота не знайшлося. Вертатися до індіанського селища вже було запізно і подружжя перебралося у покинутий зруб на березі річки Порк'юпайн, де до наступної весни займалися рибальством і полюванням. Наступної весни, продавши хутра у факторії Форт-Юкон (Аляска), Кармак знову застовпив ділянку на Форті-Майл. Цього разу вдача повернулася до нього лицем — на ділянці було золото. Захоплений промиванням породи, Джордж надто пізно спохватився, що вже наближається зима, а зруб так і не збудовано. Цієї зими Джорджу і Кейт довелося перебути у наметі, де було так холодно, що Кейт навіть не могла шити мокасини. Цієї ж зими їх стосунки перейшли на інший рівень — Джордж почав знайомити Кейт зі своїми друзями і представляти її як свою дружину. А весною знову розчарування — виявилося, що золото на ділянці було лише в одній невеличкій кишені і далі не було що намивати.
Розчарований, але не зломлений духом, Джордж, побачивши, як процвітають торгівельні бізнеси у Форті-Майл, влітку 1882-го року вирішує заснувати і свій торгівельний пост — за 380 км від Форті-Майл вверх по Юкону. Він збудував невеликий зруб (6х8 м) і залишив Кейт провадити бізнес. Сам же підрядився будувати церкву у селищі Форт Селкерк. У січні 1883 року народилася дочка, якій дали ім'я Ah-gay, що мовою тагішів означало «донька води». Не взмозі правильно вимовити це ім'я, Джордж назвав дочку Ґрафі Ґрейс (Graphie Grace), за ім'ям героїні книги, яку він колись читав. Під цим ім'ям її й похрестили, проте жодних церковних чи цивільних записів зроблено не було.
Мало того, Джордж приховував від своїх родичів в США, що має цивільну дружину-індіанку і дочку від неї. Лише через кілька років Джордж у листі до сестри згадав, що має дружину, але написав, що вона ірландка.
Серед старателів на Юконі Кармак авторитету не мав. Його прозивали «Чоловік Скво» (бо мав жінку-індіанку) або «Брехунчик Джордж» (за неправдиві розповіді). Втім одне відкриття він таки зробив — знайшов поклади вугілля поблизу свого торгівельного посту. Зараз це містечко носить його ім'я — Кармакс.
У своєму зрубі сім'я Кармаків прожила три роки — до 1886-го. Коли торгівля почала занепадати, вони повернулися до Форті-Майл, де Джордж перебивався випадковими роботами — сплавлянням деревини, рибальством, полюванням.

### Відкриття золота на Клондайку
У серпні 1896 швагер Джорджа Кармака — Джим Мейсон Скукум разом з двома племінниками поплив на північ вниз за течією ріки Юкон із району Каркросс шукати родичів — сестру Кейт Кармак та її чоловіка Джорджа.
Група застала подружжя Кармак (разом з їх дочкою Ґрафі) за ловлею лосося над витоком річки Клондайк.
Незабаром до них підійшов старатель з багаторічним стажем Роберт Гендерсон (англ. Robert Henderson), за походженням з Нової Шотландії. Він якраз повертався зі Сорокової Милі до своєї ділянки з поповненими запасами продуктів. Роберт вже два роки намивав золото на річках Індіан і Золоте Дно (Golden Bottom Creek), але ніколи не був задоволений його кількістю. На запитання Кармака, які новини, Гендерсон сказав, що є перспективи на річці Золоте Дно, де він сам намиває. Кармак запитав, чи там вже всі ділянки розібрані, на що Гендерсон відповів, що для нього там ще знайдеться місце. І додав образливу для Джорджа репліку, яка згодом коштувала самому Гендерсону мільйони: «Але я не хочу, щоб там стовпили ділянки ці кляті сиваші» («сиваш» — образливе прозвище місцевих індіанців).
Кармак не вчинив відразу, як радив Гендерсон, а лише через кілька днів вирушив до його стоянки. Причина такого неспіху — Кармак не був професійним старателем, мав невеликий, але стабільний заробіток зі сплавляння деревини до Сорокової Милі і не хотів відразу переривати свого заняття.
Коли ж Кармак зі своєю сім'єю та індіанськими родичами вирушив шукати Гендерсона, то він не пішов вздовж річок Клондайк, Ганкер і Золоте Дно, а вибрав шлях навпростець — від місця впадання річки Раббіт в Клондайк — і через гірський хребет до річки Золоте Дно. По дорозі вони зробили кілька намивів по річці Раббіт, але виявили лише трохи золотого пилу, ради якого не вартувало стовпити ділянки.
На річці, де промишляв Гендерсон, вони знову зробили пробні намиви, але, як і раніше, результати їх не вразили. Надалі невідомо, як саме відбувалася розмова Кармака і Гендерсона. Кожен пізніше стверджував, що саме він порадив іншому спробувати щастя на річці Раббіт.

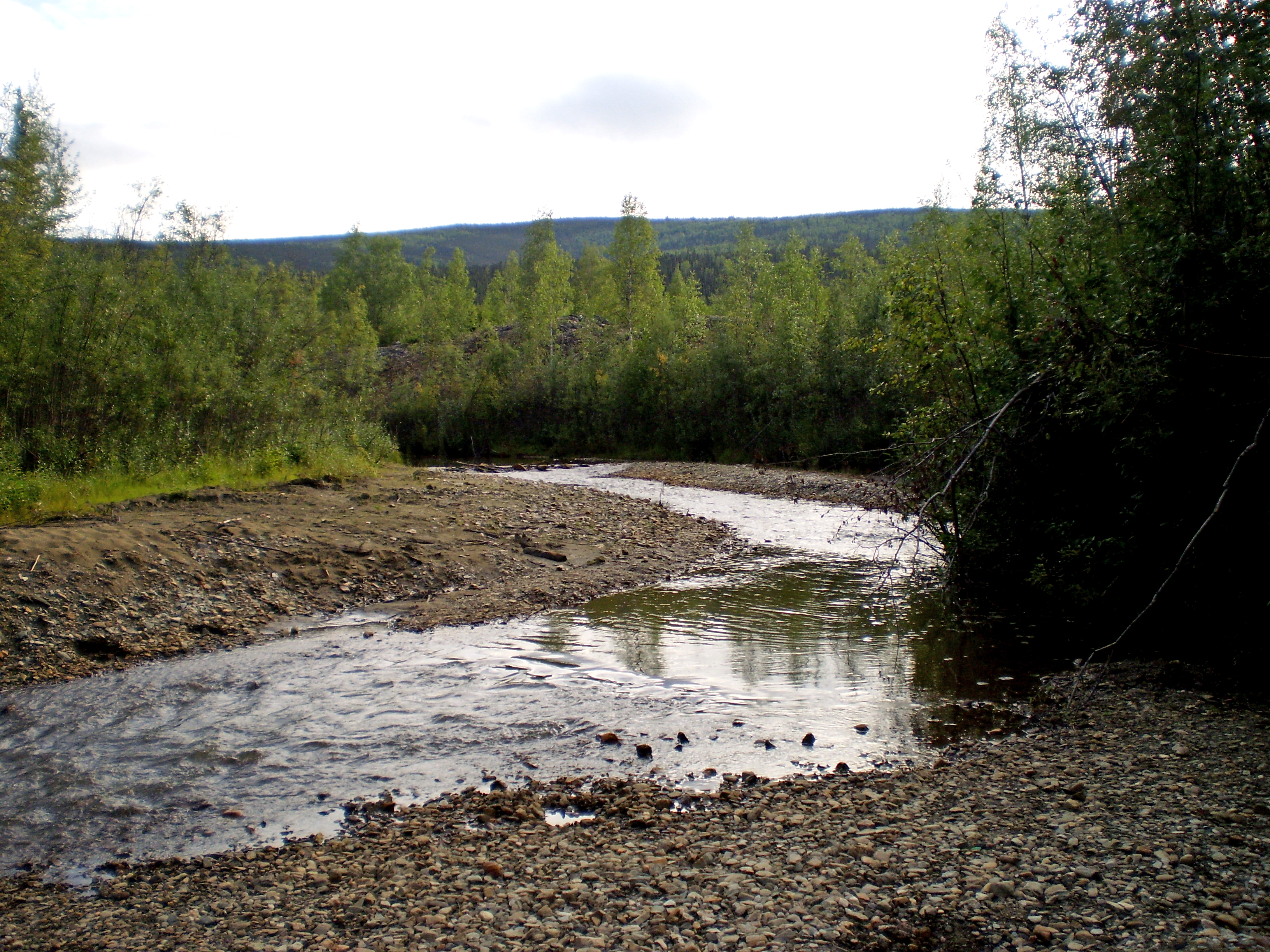
Ділянка Дискавері, де Джордж Кармак знайшов перше золото

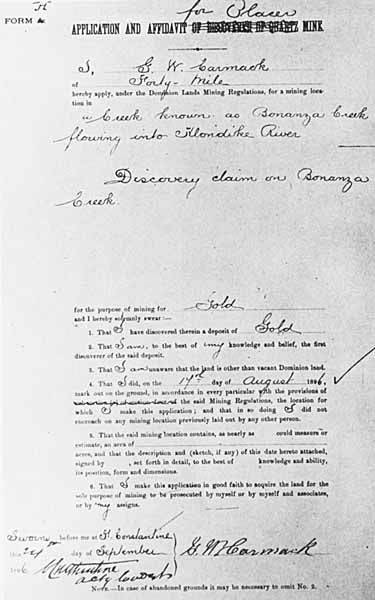
Афідевіт, виданий Джорджу Кармаку на золотоносну ділянку, датований 17 серпня 1896 року.

Достеменно відомо два факти. Перший — Кармак пообіцяв Гендерсону дати знати, якщо він знайде щось варте уваги на річці Раббіт. Роберт навіть обіцяв винагородити Джорджа за добру новину. Другий — Гендерсон в образливій формі відмовив родичам Кармака продати їм трохи тютюну. Неприязнь до родичів-індіанців Кармака обійшлося Гендерсону дуже дорого.
Група Кармака знову через гірський хребет вернулася до річки Раббіт. На цей раз вони зупинилися біля притоки безіменної річки, де 16 серпня 1896 року і зробили повторні намиви. І вже перший намив залишив на дні четвертину унції золота (7,8 г) — на 4 долари в тодішніх цінах. Якщо намив на 10 центів вважався на Юконі добрим результатом, то така знахідка заставила всіх учасників групи кричати і танцювати. Дуже швидко вони наповнили золотим піском і самородками порожню сумку з-під набоїв.
Невідомо, хто насправді був першовідкривачем — Джордж Кармак чи Джим Скукум, але Джордж відразу застовпив дві ділянки для себе, бо йому як першовідкривачу дозволялося мати додаткову ділянку. Ще по одній ділянці відмітили для індіанських родичів — Джима та його племінника Чарлі Доусона. Можливо, Джордж заявив себе першовідкривачем, бо старателі напевно б не погодилися, щоб місцевий індіанець був першим і мав право на дві ділянки.
Кейт могла також претендувати на ділянку, але чомусь ні вона, ні Джордж цього не зробили.
Одного разу Джордж навіть казав, що саме Кейт, миючи посуд в річці, натрапила на золоті самородки. Втім, згодом він навіть не згадував, що Кейт мала якесь відношення до відкриття золота.
Кожна ділянка, за тодішніми законами, простягалася на 500 футів (150 м) за руслом ріки і вшир — до найближчих гір. Ширина ділянки спочатку не була істотна, оскільки золото залягало завжди в руслах рік. Але згодом виявилося, що золото на Клондайку може залягати і набагато вище — на схилах рік.
Річку Раббіт перейменували в Бонанза, а безіменну притоку назвали Ельдорадо.
Наступного ранку Джордж Кармак відмітив свою ділянку знаком, на якому написав: «Всім, кого це стосується. Сьогодні я помічаю і роблю заявку на 500 футів (ділянки) вверх по течії від цього знаку. Позначено 17 серпня 1896 р. Дж. В.Кармак». Саме з цього ранку щось трапилося в свідомості Джорджа — він перестав наслідувати індіанців у своєму стилі життя. Усі попередні роки він гордився, що живе за звичаями і традиціями корінного народу Юкону, і раптом він знову відчув себе білою людиною, яка раптово розбагатіла і якій багатство відкриває всі двері в цивілізованому світі.
На другий день група вирушила до Сорокової Милі, щоб закупити необхідний реманент для намивання золота. Про Гендерсона й обіцянку сповістити його про відкриття Джордж не згадував. Однак по дорозі Кармак, слідуючи традиціям старателів, ділився новиною зі всіма зустрічними. Спочатку Джорджу ніхто не вірив, оскільки всі його добре знали — він не був професійним старателем, старався жити за укладом індіанців, і, головне, часто прибріхував у своїх розповідях. Але вигляд новознайденого золота швидко переконував недовірливих, що відкрито щось нове і значне. Навіть у постерунку (поліцейському пості) на Сороковій Милі клерк розсміявся, коли почув, що Джордж знайшов золото. Але швидко замовк, коли побачив сумку повну золота. Відтоді вже ніхто не сміявся і не називав Кармака «Брехунчик Джордж». Клондайкська золота лихоманка розпочалася.

### Повернення до цивілізації

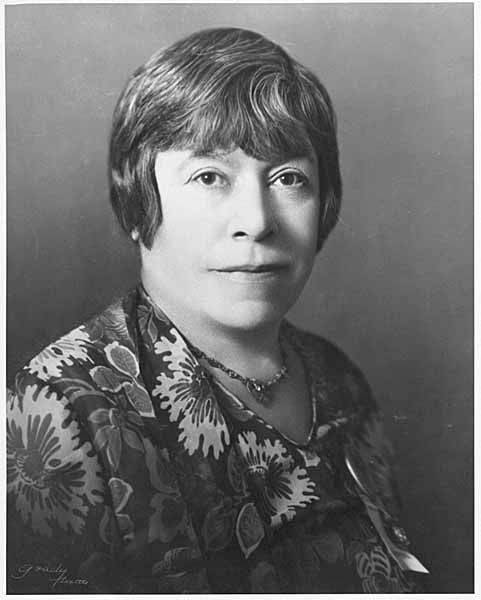
Маргарет — друга дружина Кармака.

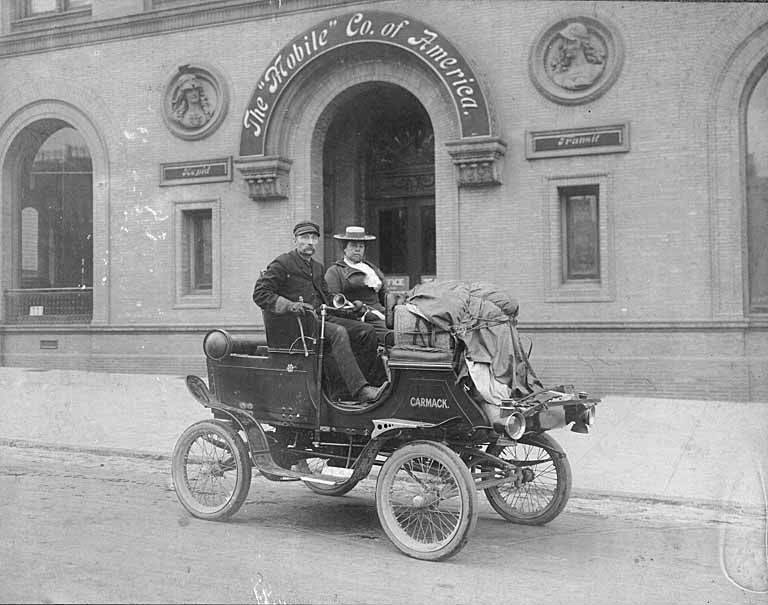
Джордж Кармак разом з Маргарет на паровому авто (близько 1902 року).

Джордж, маючи зареєстровані дві ділянки з багатими покладами золота, всю зиму 1896—1897 року був без цента в кишені. Золото потрібно було спочатку добути з вічної мерзлоти і намити, а це можна було зробити лише наступного літа. Всю осінь Джордж з компаньйонами розробляли ділянки і не зробили достатніх запасів їжі на зиму. Сім'я жила з того, що Кейт шила для старателів рукавиці та мокасини, пекла хліб на продаж.
Як тільки настала весна і видобута взимку порода була промита, Кармак відразу збагатився на 100 тисяч доларів. Наступного літа, не в приклад багатьом іншим старателям, Кармак залишився на Клондайку й далі вимивав золото зі своїх ділянок.
Лише влітку 1898 року Джордж і Кейт покинули Юкон і поїхали в Сіетл, потім — до сестри Джорджа Роузі в Голлістері (Каліфорнія. Роузі не дуже була приязна до Кейт, але полюбила малу Ґрафі.
У Сіетлі Джордж і Кейт були в центрі уваги. По місту вони роз'їжджали в кареті з надписом «Дж. Кармак, Відкривач золота на Клондайку».
Відразу по приїзді до Сіетла Джордж мусив лікуватися, оскільки через ревматизм він майже не міг ходити, та й наслідки цинги давалися взнаки. Лише через кілька місяців він зміг обходитися без палиці.
У перші ж дні Кармак зіпсував стосунки з індіанськими родичами — йому вельми не сподобалося, як вони поводяться в цивілізованому світі. Індіанці не могли опиратися шкідливим звичкам білих людей — алкоголь, розваги, бешкети. Одного разу індіанці-компаньйони спричинили велику штовханину, коли розкидали монети з вікна готелю.
Життя в цивілізації, далеко від свого народу і звичної обстановки, виявилося важким випробуванням і для Кейт. Неписьменна, з дуже ламаною англійською мовою, не маючи світських манер і звичок, Кейт швидко пристрастилася до алкоголю і навіть була одного разу оштрафована на $3,60 за непристойну поведінку. Джордж ставав дедалі більше незадоволеним своєю дружиною-сивашкою. Але замість того, щоб відпустити її додому на Аляску, він відправив Кейт і Ґрафі до своєї сестри, а сам повернувся до Доусон-Сіті, де розважався до наступного літа. Там же він зійшовся з Маргаретою Сафтіг Леймі (Marguerite Saftig L'Aimee), власницею «магазину сигар», а насправді — власницею борделю. Бізнес Маргарети не хвилював Джорджа і невдовзі він у листі до сестри Роузі попросив відправити Кейт до її народу, пояснивши, що не може більше з нею жити.
Кейт спочатку пробувала претендувати на якусь долю з 1,5 млн статку Джорджа і з допомогою друзів розпочала судову справу проти Джорджа. На жаль, Кейт не змогла представити жодних документів про свій статус дружини, чи народження доньки. Наприкінці вона відкликала судові позови, сподіваючись на повернення Джорджа, але так не сталося. Розчарована у правосудді, Кейт разом з Ґрафі подалася назад на Юкон. Немає жодних документів чи інших свідчень, що Джордж якось фінансово допомагав Кейт після розлучення.
У 1990 році Джордж Кармак одружився з Маргарет Лайме і переїхав до Сіетла. Вони поселилися в дванадцятикімнатному будинку. Маргарита, маючи талант до бізнесу, вкладала гроші чоловіка в нерухомість. Джордж володів офісними будинками, будинками на рент і готелями. Його статки зростали, як зростала і його вага від браку фізичної праці.

### Останні роки життя

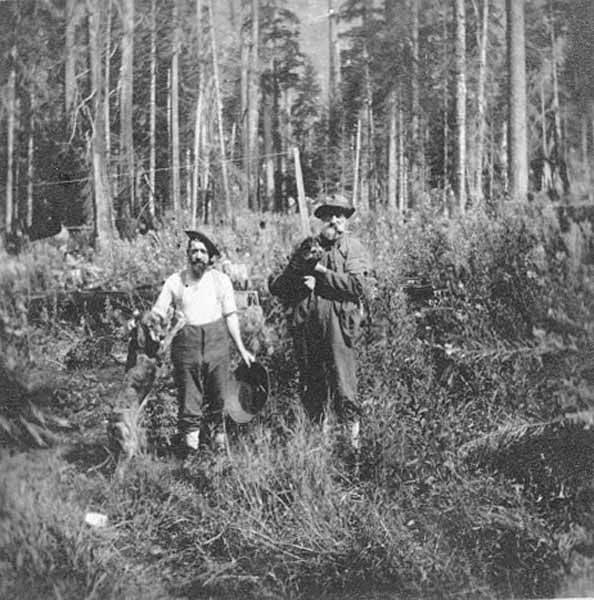
Джордж Кармак (ліворуч) на огляді своїх рудників у Снокволмі (Вашингтон) (близько 1903 року).

Навіть після того, як Джордж казково розбагатів, він не міг зупинитися у пошуках золота. Він далі пробував своє щастя в Каліфорнії, Сьєрра-Невада, у горах на сході від Сіетла, але цього разу не працюючи фізично, а вкладаючи гроші в пошукові партії. Втім, повторити свого тріумфу, як на річці Бонанза, він не зміг. Та й ніхто більше в світі не зміг зробити подібного відкриття.
5 червня 1922 Джордж Кармак помер на своїй черговій копальні у віці 61 року. На похорони прийшли сотні друзів Джорджа. Поховання відбулося у меморіальному парку Evergreen Washelli в Сієтлі.
Відразу після похорон Маргарет порвала всі стосунки з сестрою Джорджа Роузі та пасербицею Ґрафі. Почалися судові тяжби за спадок, майже всі статки були заморожені судом. Навіть на надгробок не було достатньо грошей.
Врешті-решт конфлікт був залагоджений полюбовно, без суду, і Ґрафі отримала 45 тис. доларів, з яких половина відійшла адвокату. Роузі не отримала нічого. Лише через 53 роки на могилі Джорджа Кармака був встановлений надгробок. На простій гранітній плиті викарбуваний надпис «17 серпня 1896 він застовпив ділянку Discovery на річці Бонанза, започаткувавши Клондайкську золоту лихоманку» (англ. "On August 17 1896 he staked discovery claim on Bonanza Creek starting the Klondike Gold Rush").
Дочка Кармака — Ґрафі жила разом з батьком. У 17-річному віці вийшла заміж за 33-річного Джакуба — брата мачухи Маргарити (1910). Відразу після судової тяганини Ґрафі розлучилася з Джакубом, оскільки він був на стороні своєї сестри Маргарети. Згодом вона ще двічі виходила заміж і у 1963 році померла в Каліфорнії під іменем Ґрафі Роджерс..

Загалом, вся спадщина Джорджа Кармака розвіялася. Маргарет свою долю вкладала в золотодобувні шахти, які врешті решт не дали прибутку, поглинули всі її капітали і були закриті. Ґрафі дуже швидко витратила всі гроші батька, не вклавши їх у щось прибуткове.
Вдова Джорджа — Маргарет через десять років після його смерті видала невеличку книжку на 16 сторінок «Мої пригоди на Юконі» (англ. My Experiences in the Yukon). Автором книжки був зазначений Джордж Кармак.